# Бои за Двинск

11 ноября 1919. Территории контролируемые:
немецкими войсками
советскими войсками
латвийскими войсками
польскими войсками
литовскими войсками

Битва за Двинск (другие названия — Битва под Динабургом, Операция «Зима», динабургская операция, бои за Даугавпилс) — сражения польско-латвийских войск с Красной армией в январе 1920 в районе города Двинска (современный Даугавпилс). Часть советско-польской войны и латвийской войны за независимость. В результате боёв Двинск отошёл к Латвии.

## Предпосылки
В сентябре 1919 войска генерала Рыдз-Смиглы после месячных боёв под Двинском отбросили советскую 15-ю армию за Двину. Обороной крепости руководил член Реввоенсовета Советской Латвии Анс Эрнестович Дауман. Латвийская армия оперировала севернее города. В тылу красных активно действовал Латгальский партизанский полк. Пилсудский направил в Латгалию 20 тысяч своих опытных легионеров. Они при поддержке танков наступали из-за Двины.
Гарнизон Двинска состоял из трёх полков пехоты, коммунистической роты и кавалерийского эскадрона — всего неполных 2000 штыков и сабель при 35 пулемётах, 24 орудиях и одном бронепоезде. Также в окрестностях города воевали 2-й латышский полк, Латышский полк особого назначения 15-й армии и Эстонский полк.
30 августа 1919 года бойцы 30-го стрелкового полка держали оборону на левом берегу Двины, пока не подоспел на помощь 2-й латышский полк. Вместе с латышскими стрелками вновь овладели станцией Калкуны и местечком Нидеркуны. Упорные бои там длились несколько дней, посёлки переходили из рук в руки не один раз.
В середине сентября 30-й полк был оттеснён к предмостовым укреплениям, а на левом берегу защищать Гриву остался полк эстонцев. Однако 28 сентября польско-латвийские части получил подкрепления и танки, овладели Гривой и перешли в наступление. Поляки вышли к линии железной дороги Двинск—Вишки.
Поляки стояли перед дилеммой — если большевики удержатся на Двине, то 15-я армия будет иметь прямую связь с 16-й армией, которая с февраля воевала с поляками. Если же город захватят войска фон дер Гольца, то это приведёт к нежелательному для Польши влиянию немцев в прибалтийских странах. В связи с этими причинами единственной возможностью поляков был союз с Латвией.

## Первая дата операции «Зима»
Первоначально дата начала операции была назначена на 15 декабря, но была перенесена по нескольким причинам:
- не существовало линий коммуникации между латвийскими частями и поляками (линии были прерваны большевиками и литовскими подразделениями).
- латвийский штаб не подготовил планов взаимодействия.
- латвийское правительство опасалось, что поляки Латвии заходят присоединить бывшие польские Инфлянты к Польше.
- латвийская армия не желала подчиняться польским приказам.

30 декабря стороны пришли к соглашению и назначили дату начала операции на начало января.

## Силы сторон
Польско-латвийские войска:
- Оперативная группа Рыдз-Смиглы (1-й и 3-й пехотные дивизии Легионов) — около 30 тысяч солдат.
- 3-я латвийская пехотная дивизия — около 10 тысяч солдат.
- 2-й танковый батальон 1-го танкового полка — около 25 танков.

Красная Армия:
- подразделения 15-й армии неизвестной численности[1].

## Сражение
Операция началась 3 января, когда польские части (3-я дивизия и часть 1-й), при морозе в −25°С, форсировали замёрзшую Двину и после ряда боёв овладели городом, потеряв при этом артиллерию, под которой при форсировании проломился лёд. Часть 1-й дивизии наступая через Вишки, пыталась воспрепятствовать спасению отходящих частей Красной Армии. Польские войска наступали с юга, латвийские — с севера. Крепость была сдана без особого сопротивления со стороны русских. Гарнизон Двинска (в том числе Латышские стрелки) капитулировала перед латвийскими частями.
Затем объединившиеся войска продолжили наступление, к концу января выйдя на линию Дрисса — Освейские озёра — Свинюха. После этого польские войска отошли за Двину, а их место заняли латвийские части (за исключением Двинской крепости, в которой польский гарнизон находился до июля, когда наступление Западного фронта стало угрожать окружением).
21 февраля в городе состоялся военный парад Войска Польского. Прибывший в Двинск Юзеф Пилсудский, во время торжественного обеда с главнокомандующим латвийской армии генералом Янисом Балодисом, сказал:

Приятно мне находиться в окружении, которому выпало настоящее счастье, воевать в соответствии с польской традицией за нашу и вашу свободу — не только за свободу нашего народа, но и за свободу нашего соседа и друга
Оригинальный текст (пол.)Przyjemnie mi jest być w oddziale, który spotkało rzeczywiste szczęście walczyć zgodnie z tradycją polską za naszą i waszą wolność — nie tylko za wolność naszego narodu, ale i za wolność naszego sąsiada i przyjaciela
Двинчане были очень гостеприимными хозяевами и душевно благодарили высокопоставленных гостей за своё освобождение.

## Результат
Взятие города польско-латвийскими частями принесло следующие выгоды:
- установлены непрерывные коммуникации между Польшей и Латвией.
- значительное сокращение линии фронта в районе Двины.
- моральный подъём польских солдат, уставших от окопно-позиционной войны.